# Amel Mekić
Amel Mekić, född 21 september 1981 i Sarajevo, Bosnien och Hercegovina, är en bosnisk judoka, som är rankad som en av Bosniens främsta idrottare. Han tog guld i judo-EM 2011. Han var Bosnien och Hercegovinas flaggbärare vid olympiska sommarspelen 2012.